# Spionaggio industriale
Lo spionaggio industriale indica l'attività condotta per ottenere in maniera illecita informazioni industriali e commerciali tra competitori. Il relativo controspionaggio si riferisce invece alle attività volte a svenare il furto dei citati dati.
In molti Stati del mondo è considerato un reato, come ad esempio nel caso in cui vengano utilizzati tramite mezzi informatici, ad esempio per mezzo di cavalli di Troia e tecniche di ingegneria sociale.

## Caratteristiche
In pratica, è piuttosto difficile distinguere la differenza tra metodi legali ed illegali, specialmente se si considera il lato etico della raccolta di informazioni il confine diviene anche più labile ed elusivo di definizione.
Tale attività è distinta dalle quelle legali legali come l'esame di pubblicazioni societarie, siti web, archivi, ecc. e vari i metodi per determinare le attività di una impresa, azioni che fanno parte della normale strategia di intelligenza competitiva.

## Casi famosi
- Nel 1965 Sergei Fabiev fornì all'Unione Sovietica i piani di alcuni componenti del Concorde. Sebbene riguardassero solo gli studi preliminari, davano l'idea generale dello sviluppo del velivolo. Il velivolo russo, che volò due mesi prima del prototipo francese, è il Tupolev Tu-144. Al Tupolev Tu-144 è legata una successiva storia di spionaggio da parte dei francesi, che, secondo alcune fonti, furono coinvolti nell'incidente del 1973 presso Parigi Le Bourget, durante un tentativo di spionaggio utilizzando un aereo Mirage per fotografare il velivolo russo.[2]
- Nel 1999, Enercon, una compagnia tedesca e produttore di punta di apparecchiature per energia eolica, sviluppò un generatore rivoluzionario per le turbine relative all'eolico. Dopo aver richiesto il brevetto negli USA, venne a scoprire che la Kenetech, una rivale Americana, aveva già sottoposto una richiesta di brevetto praticamente identica pochissimo prima. Secondo le affermazioni di un ex impiegato della NSA, si scoprì più tardi che la NSA aveva segretamente intercettato e "monitorato", usando Echelon, le comunicazioni dati e le conference call di Enercon passando informazioni riguardanti il nuovo generatore alla Kenetech.[3] Visto che ai servizi di intelligence tedeschi non è permesso il coinvolgimento in spionaggio economico od industriale, le compagnie tedesche spesso lamentano che questo le lascia indifese nei confronti dello spionaggio industriale da parte degli Stati Uniti D'America. Stando a quanto affermato da Wolfgang Hoffmann, un ex manager alla  Bayer, i servizi di intelligence tedeschi sono a conoscenza di quali compagnie sono sotto osservazione delle agenzie di intelligence statunitensi, ma si rifiutano di informare le compagnie coinvolte.[4]
- Nel 2003 scoppia il caso Titan Rain, in pratica un attacco coordinato ai computer degli Stati Uniti d'America allo scopo di ottenere informazioni sui sistemi informatici.[1]
- Al 2007 risale il caso di spionaggio industriale ai danni del gruppo "Fantuzzi Reggiane" (produttore di carrelli elevatori).[5][6]
- Nel 2007 sono stati condannati 6 responsabili della McLaren e un tecnico della Ferrari per spionaggio industriale ai danni dell'azienda automobilistica Ferrari.[7]
- Al 2009 risale la condanna di un dipendente della azienda Termomeccanica (produttrice di pompe) per spionaggio industriale.[8]

## Disciplina normativa nel mondo

### Italia
Il reato di spionaggio industriale in Italia corrisponde per la legge a "violazione di segreto industriale", ed è punito dagli articoli 621, 622 e 623 del codice penale italiano.
Nel 2008 in Italia è stato misurato un aumento del numero di richieste di perizie informatiche allo scopo di difendersi dallo spionaggio industriale.